# Nicoleta Grasu

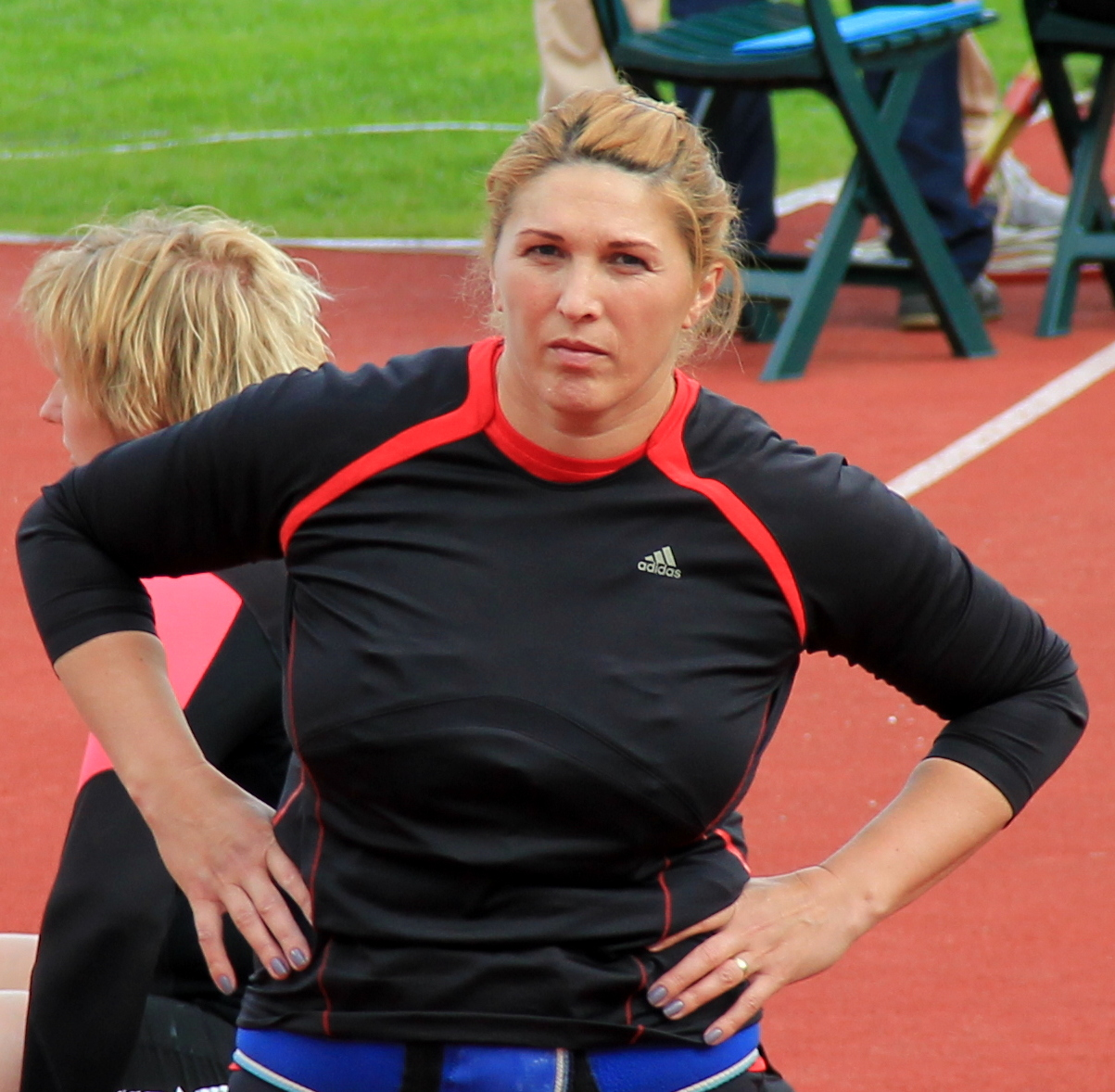
Nicoleta Grasu

Nicoleta Grasu, född den 11 september 1971 i Secuieni som Nicoleta Grădinaru, är en rumänsk diskuskastare.
Grasus första internationella mästerskap var VM 1993 i Stuttgart där hon slutade på sjunde plats. Vid VM 1995 i Göteborg gick hon inte vidare till finalomgången. Inte heller VM 1997 i Aten blev en framgång då hon slutade först på en tionde plats.
Hennes första mästerskapsmedalj kom vid EM 1998 i Budapest då hon slutade på tredje plats. Året efter vid VM i Sevilla blev det åter en bronsmedalj. Samma år noterade hon sitt personliga rekord 68,80. 
Hennes första olympiska start var vid OS 2000 i Sydney där hon inte gick vidare till finalen. Året efter vid VM i Edmonton slutade hon på en andra plats slagen bara av Ellina Zvereva från Belarus. 
Grasu deltog även vid Olympiska sommarspelen 2004 i Aten där hon slutade på sjätte plats. En placering bättre blev det vid VM 2005 i Helsingfors där hon blev femma. Vid EM 2006 i Göteborg tog hon åter klivet upp på prispallen när hon slutade på tredje plats. Även vid VM 2007 blev det en framskjuten placering när hon slutade på fjärde plats.
Grasus tredje olympiska start var vid Olympiska sommarspelen 2008 i Peking där hon slutade på tolfte plats. Hon deltog även vid VM 2009 där hon blev bronsmedaljör efter ett kast på 65,20 meter.